# F1 2010
《F1 2010》是一款荣获英国电影和电视艺术学院奖的赛车竞速类电子游戏，改编自一级方程式赛车世界锦标赛2010年赛季，是2009年同系列电子游戏的续集。游戏于2010年9月登录Microsoft Windows、PlayStation 3和Xbox 360平台。游戏在全球售出230万份。游戏引擎采用全新升级的EGO 1.5引擎，这款引擎是EGO 1.0的非官方演进版，专为游戏而创造。

## 开发与功能
《F1 2010》拥有“所有赛车游戏中最复杂的天气系统”，这对F1来说是不可或缺的。当雨开始下时，赛道会逐渐失去抓地力，某些区域抓地力的丢失会比其他区域快。“例如外伸的树干会是赛道的荫庇，而柏油路上的凹陷和压痕将留有更多的积水，带来更大的威胁。
雨停了，“干燥线”开始出现，提供更多的抓地力，使得驾驶更为轻松。如果车子偏离干燥线，轮胎将失去抓地力，驾驶变得更为困难。不断变化的赛道也是游戏的另一大特色；在周末比赛开始时，赛道将是“绿色的”，因而抓地力较少，但随着周末的进行，赛道将会铺设橡胶，以增加抓地力。
研发系统也将在游戏中亮相。始终如一参赛的队友和玩家将获得由他们开发的新部件、更新和升级。玩家的团队将在整个赛车开发新的部件，更新他们的车子，随着赛季的进展改进车子。
游戏的生涯模式包括三赛季、五赛季和七赛季（由用户选择）。玩家可以选择任何队伍，每个队伍都有各自的目标。例如，为法拉利或其他队伍赛车的失败几率比赢得车手和制造者锦标赛要高，仅当为莲花车队赛车获得巨大的成功时，积分才会结束。媒体的兴趣也会产生改变，这取决于玩家是否为顶级车队赛车，或是否在排行榜上落后，这将反映出玩家的进展，越有成就，就引发更多的媒体关注和更多的话题。即兴采访将在每一场比赛过后与官方采访同期进行。Codemasters发布的开发者日记揭示出即兴采访比正式的新闻发布会更加煽情，玩家可能需要警惕他们对媒体说的话，免得媒体说一些不该讲的话，引发车队不安。玩家将被迫在第三赛季、第五赛季或第七赛季结束后退役。
除了单人游戏，游戏还提供了自系列发布以来一直受欢迎的功能齐全的联机模式。玩家可以从众多的选项中做出选择，不管是想要快速匹配，还是是想要参加排位赛和决赛的全赛程，都可以。如果主持人对其他玩家“在赛道上缺乏谨慎”而感到沮丧，如旗语更严厉，甚至用幽灵车撞坏车子等行为，也有对应的各种选项。专门的玩家甚至可以选择举办一场没有辅助驾驶的赛事，尽管这适用于所有玩家，但需要主持人指定玩家参加。其他选项是否使用2010年或同等汽车性能、自定2-19条赛道的锦标赛和选择天气状况。

## 漏洞
上市后，三大平台的用户报告了游戏存档损坏问题。Codemasters证实在特定场景的执行操作时，保存的文件可能会损坏，例如完成研究目标后退出游戏或在练习赛中解锁一个新升级。为了避免出现这种情况，玩家应在退出游戏前继续进行排位赛。该问题在后来发布的补丁中得到解决。
当你在退出游戏前，完成练习赛后进行排位赛，不会出现这个问题。PlayStation 3用户可能会在游戏的其他地方遇到存档损坏的问题。
Codemasters也指出，一些用户为游戏的人工智能系统（AI）制造“不正确的假设”，并误认为这是个错误，声称比赛时的圈速是假的，但后来表示练习赛和排位赛的圈速是假的，因为赛事快进功能最高只能快进30倍。Codemasters表示他们将修复游戏的非特定人工智能问题，但会为AI增加困惑。
2010年10月18日，社群管理员在Codemasters F1 2010官方论坛上贴文，称正在制作游戏补丁，宣称该补丁修复了大量问题。被报告的所有漏洞将被修复，补丁还包括一些游戏的新功能。2010年11月1日，PlayStation 3平台欧版和日版的补丁发布。补丁发行后，轮胎磨损和燃料虚标漏洞仍然存在，但Codemasters拒绝透露是否会发布第二个补丁。

## 评价
游戏获得积极的评价，开发商Codemasters因在开发赛车游戏时注重细节而获得表扬。被Codemasters定位为“赛车游戏中最让人印象深刻和最全面”的天气系统和运行折服了包括称游戏是“有史以来最可怕和激烈的赛车游戏”、打分9分（满分10分）的总分的《PlayStation官方杂志－英国》在内的评论家。IGN英国版给游戏打出8.5分（满分10分），表示出色的动态天气系统是亮点所在，甚至高度称赞游戏“可能是有史以来运动游戏的最佳更迭”。然而，他们批评生涯模式、内置于游戏的HUD和“不起眼”的背景音乐。SimHQ.com和Techtree等媒体仍为游戏并不适合模拟驾驶模型的爱好者，但提供了更为街机式的驾驶模式，指出“给人的印象是引擎处理的驾驶物理图像调整得很好，但对车辆基本行为的模拟失谐，低调的版本适合游戏，具有广泛的市场吸引力，但缺乏技巧和驾驶性能的额外位，其目标应该是既可用作模拟器，又可以用来游戏。
游戏击败《FIFA 11》和《足球经理2010》赢得英国电影和电视艺术学院电子游戏奖最佳体育游戏奖。